# Premio Alessandro Tassoni
Il premio "Alessandro Tassoni" è una manifestazione culturale nata a Modena nel 2005, istituita dall'Associazione culturale "Le Avanguardie" e dalla Rivista "Bollettario" (Tra le organizzatrici e fondatrici del premio, Nadia Cavalera). Premio nazionale, promuove l'utilità sociale dell'opera letteraria, in ricordo degli ideali di Alessandro Tassoni, ed è in collegamento con la Biblioteca estense della città. Nel 2007 è stato dato honoris causa a Franca Rame, nel 2008 a Gherardo Colombo.